# Machete Mixtape III
Machete Mixtape III è un mixtape del collettivo italiano Machete Crew, pubblicato il 23 settembre 2014 dalla Machete Empire Records.

## Descrizione
Terzo volume della serie di mixtape Machete, Machete Mixtape III ha visto la collaborazione di numerosi rapper e produttori appartenenti alla scena hip hop italiana. DJ Slait ha curato la produzione esecutiva e artistica del disco mentre la creazione della copertina è stata lasciata a Francesco "Frenk" Liori.

### Promozione
L'album è stato anticipato dalla pubblicazione del brano La bestia in me di Salmo su YouTube. Successivamente sono stati pubblicati i videoclip dei brani Venice Beach e Non sopporto di Salmo, Nitro e Jack the Smoker. Il 30 settembre e il 28 ottobre 2014 sono invece usciti Antieroi di Enigma e Machetero di Enigma e Jack the Smoker.
L'album è stato inoltre presentato al pubblico attraverso una serie di instore condotti per tutta la penisola dagli artisti della Machete Empire Records, per poi essere promosso attraverso il tour Machete Mixtape Vol. III - Live Tour, che ha coinvolto tutti i componenti del collettivo.

## Tracce
1. Enigma, El Raton & Jack the Smoker – Hi Haters – 3:39
2. Salmo & Nitro – Da Hardcore Wilder – 1:49
3. Salmo, Jack the Smoker, Mondo Marcio & Coez – Non esco mai – 4:09
4. Jack the Smoker – Ce l'ho – 2:43
5. Salmo, Nitro & Enigma – Crudité – 3:23
6. Enigma & Kill Mauri – Coriandoli – 1:52
7. Salmo – Venice Beach – 2:22
8. Enigma & El Raton feat. Belzebass – Mandrie – 2:08
9. Nitro – Phil De Payne – 3:13
10. Enigma – Antieroi – 3:20
11. Fabri Fibra & Nitro – Doggy Style – 3:24
12. Jay Reaper, Jack the Smoker, Johnny Marsiglia & Dopey Rotten – Skid Mark – 4:40
13. Salmo, Skits Vicious & Nitro feat. Stereoliez – Stanley Kubrick – 2:29
14. Rasty Kilo – Figli dell'odio – 4:12
15. Enigma & Jack the Smoker – Machetero – 2:29
16. Salmo, Jack the Smoker & Nitro feat. Stereoliez & Ceri – Non sopporto – 3:44
17. Salmo – Falsità & cortesia – 3:19
18. Enigma & Nitro – Au revoir – 2:52
19. Clementino, Salmo, Nitro & Jack the Smoker – Purple Haze – 3:22
20. MadMan, Nitro, Rocco Hunt, Salmo, Bassi Maestro, El Raton, Enigma, Noyz Narcos, Rasty Kilo, Gemitaiz & Jack the Smoker – Battle Royale – 8:36
21. The Buildzer & Nah feat. Enigma & El Raton – Indios – 3:02
22. Nitro feat. Belzebass & Stereoliez – Enfant terrible – 3:11
23. Enigma & Riky feat. The Buildzer & Nah – Game Play – 1:40
24. Salmo feat. Belzebass – La bestia in me – 1:47

Tracce bonus nell'edizione di iTunes
1. Mattak, Mr. Rella & Master Zero – Join the Crew – 3:30
2. Kill Mauri, Enigma & Rasty Kilo – Nevada – 3:01
3. Jack the Smoker, Axos & Lanz Khan – Dualcore – 2:36
4. Enigma – Malessere – 3:15